# 埃特
埃特（法語：Eth，法語發音：[ɛt]）是法国上法兰西大区北部省的一个市镇，位于该省东部，属于埃尔普河畔阿韦讷区。

## 地理
埃特（50°19'33"N, 3°40'5"E）面积2.84 平方千米，位于法国上法蘭西大區北部省，该省份为法国最北部的省份及最长的省份，西北濒北海，西接加来海峡省，南至埃纳省和索姆省，东与比利时接壤。
与埃特接壤的市镇（或旧市镇、城区）包括：瑟堡、大瓦尔尼、布里、奥内勒。

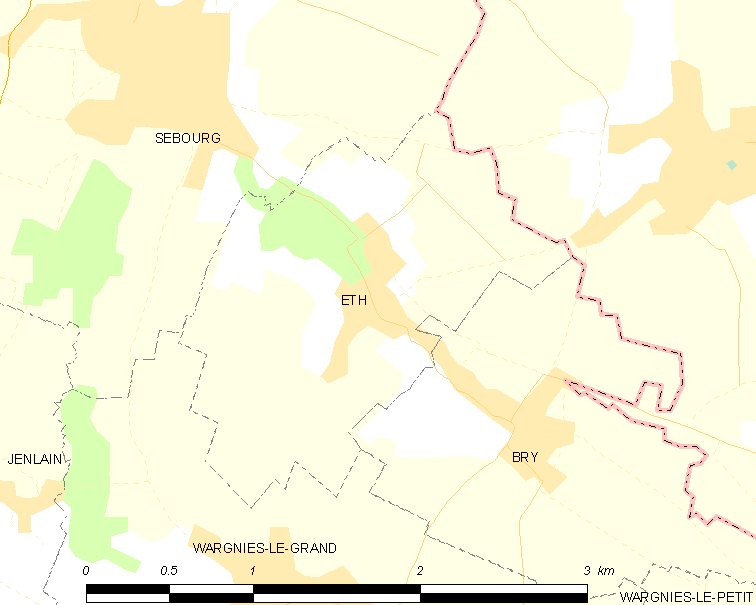
埃特的OSM定位图

埃特的时区为UTC+01:00、UTC+02:00（夏令时）。

## 行政
埃特的邮政编码为59144，INSEE市镇编码为59217。

## 政治
埃特所属的省级选区为欧努瓦-艾姆里县。

## 人口

1962-2008年间埃特人口变化图示

埃特于2022年1月1日时的人口数量为334人。